# Tim Eekman
Tim Eekman (Ridderkerk, Holanda, 5 de agosto de 1991) es un futbolista neerlandés. Juega de defensor y su equipo actual es el SBV Excelsior de la Eredivisie de los Países Bajos.

## Clubes
| Club          | País         | Año   |
| ------------- | ------------ | ----- |
| SBV Excelsior | Países Bajos | 2010- |